# Royal Recorders
Royal Recorders war ein Tonstudio in Lake Geneva (Wisconsin), USA, das 1984 als Sound Summit Studios in den Räumen des früheren Shade Tree Studios gegründet wurde. Es wurde 1993 nach Eigentümerwechsel als Mr. MusicHead umfirmiert.
Im Mai 1986 erwarben Bob Brigham als leitender Toningenieur und Ron Fajerstein als Geldgeber das Studio. Sie benannten es um in Royal Recorders und statteten es mit modernster Aufnahmetechnik aus. Es galt Ende der 80er Jahre als das führende Tonstudio für Alben in Chicago und Umgebung. Im Studio wurden Alben von Musikern und Gruppen wie Survivor (noch in Sound Summit Studios), Adrian Belew, T’Pau, Red Hot Chili Peppers oder Skid Row aufgenommen oder abgemischt. Das Studio lag im Americana Resort, dem früheren Playboy-Club, inmitten einer landschaftlich reizvollen Umgebung am Lake Geneva. 
Das Studio bestand aus einem 6,40 m × 6 m großen Kontrollraum mit Membranabsorbern in der Rückwand und einer reflektierenden Front. Der Aufnahmeraum war 10,60 m × 7,30 m groß und mit Esche vertäfelt. Insbesondere in der schallisolierten Kabine war auch italienischer Marmor verbaut.
Das Studio verfügte über moderne Mischpulte der Firma Solid State Logic und setzte mit dem 4072E im Jahr 1986 ein Mischpult mit 80 Eingängen (64 Mono-, 8 Stereo-Kanäle) ein, das mit der Total Recall-Funktion alle Einstellungen während des Mixvorgangs digital speichern und wieder reproduzieren konnte. Es galt seinerzeit als größte Installation der Firma Solid State Logic. Außerdem hatte das Studio zwei digitale 32-Kanal Mehrspurtonbandgeräte X-86 von ProDigi und zwei digitale 24-Kanal-Mehrspurtonbandgeräte A800 von Studer.
Adrian Belew arbeitete seit 1985 mit Royal Recorders zusammen und zog im März 1987 nach Lake Geneva. Er arbeitete bei Royal Records als producer in residence. 1993 übernahm er das Studio und betrieb es unter dem Namen Mr. MusicHead.